# Hobart International 2024
L'Hobart International 2024 è stato un torneo di tennis giocato sul cemento. È stata la 29ª edizione del torneo facente parte della categoria WTA 250 nell'ambito del WTA Tour 2024. Si è giocato all'Hobart International Tennis Centre di Hobart, in Australia, dall'8 al 13 gennaio 2024.

## Partecipanti singolare

### Teste di serie
| Nazionalità | Giocatrice       | Ranking* | Testa di serie |
| ----------- | ---------------- | -------- | -------------- |
| Belgio      | Elise Mertens    | 30       | 1              |
| Stati Uniti | Emma Navarro     | 31       | 2              |
| Cina        | Zhu Lin          | 33       | 3              |
| Cina        | Wang Xinyu       | 35       | 4              |
| Rep. Ceca   | Marie Bouzková   | 36       | 5              |
| Stati Uniti | Sofia Kenin      | 37       | 6              |
| Rep. Ceca   | Linda Nosková    | 40       | 7              |
| Francia     | Varvara Gracheva | 42       | 8              |
| Germania    | Tatjana Maria    | 43       | 9              |

* Ranking al 1 gennaio 2024.

### Altre partecipanti
Le seguenti giocatrici hanno ricevuto una Wild card per il tabellone principale:
- Olivia Gadecki
- Sofia Kenin
- Daria Saville

La seguente giocatrice è entrata in tabellone lo special exempt:
- Wang Xiyu

Le seguenti giocatrici sono passate dalle qualificazioni:

- Magdalena Fręch
- Viktorija Golubic
- Camila Osorio
- Julija Putinceva
- Anna Karolína Schmiedlová
- Yuan Yue

Le seguenti giocatrici sono state ripescate in tabellone come lucky loser:
- Linda Fruhvirtová
- Nadia Podoroska
- Viktorija Tomova

### Ritiri
Prima del torneo
- Rebeka Masarova → sostituita da  Viktorija Tomova
- Linda Nosková → sostituita da  Nadia Podoroska
- Wang Xiyu → sostituita da  Linda Fruhvirtová

## Partecipanti doppio

### Teste di serie
| Nazione       | Giocatore        | Nazione  | Giocatore       | Rank* | Testa di serie |
| ------------- | ---------------- | -------- | --------------- | ----- | -------------- |
| Stati Uniti   | Desirae Krawczyk | Giappone | Ena Shibahara   | 30    | 1              |
| Taipei cinese | Chan Hao-ching   | Messico  | Giuliana Olmos  | 44    | 2              |
| Giappone      | Eri Hozumi       | Giappone | Makoto Ninomiya | 96    | 3              |
| Kazakistan    | Anna Danilina    | Ucraina  | Nadiia Kičenok  | 102   | 4              |

* Ranking al 1 gennaio 2024.

### Altri partecipanti
Le seguinti coppie hanno ricevuto una wildcard per il tabellone principale:
- Kimberly Birrell /  Olivia Gadecki
- Elysia Bolton /  Alexandra Bozovic

## Punti
| Evento    | V   | F   | SF | QF | 2T   | 1T | Q    | Q2   | Q1   |
| Singolare | 250 | 163 | 98 | 54 | 30   | 1  | 18   | 12   | 1    |
| Doppio    | 250 | 163 | 98 | 54 | N.D. | 1  | N.D. | N.D. | N.D. |

## Montepremi
| Evento    | V       | F       | SF      | QF     | 2T     | 1T     | Q2     | Q1     |
| Singolare | 35 250$ | 20 830$ | 11 610$ | 6 608$ | 4 040$ | 2 890$ | 2 140$ | 1 380$ |
| Doppio*   | 12 820$ | 7 210$  | 4 140$  | 2 470$ | N.D.   | 1 900$ | N.D.   | N.D.   |

* per team

## Campionesse

### Singolare
Emma Navarro ha sconfitto in finale  Elise Mertens con il punteggio di 6-1, 4-6, 7-5.
- É il primo titolo in carriera per Navarro.

### Doppio
Chan Hao-ching /  Giuliana Olmos hanno sconfitto in finale  Guo Hanyu /  Jiang Xinyu con il punteggio di 6-3, 6-3.